# Chesias brunnea
Chesias brunnea là một loài bướm đêm trong họ Geometridae.